# Legionarii
Legionarii je bio srpski martial industrial i dark ambient sastav. Osnovan je 2011. godine. S radom je prestao 2013. godine.

## Diskografija
Studijski albumi
- Iron Legion (2012.)
- Europa Rex (2012.)
- Disciples of the State (2013.)

EP-ovi / Singlovi
- The New Era (2011.)
- Rebirth (2012.)
- Age of Taurus (2012.)

Split albumi
- Civis Europaeus Sum (2012.) s BloodSoilom, Striiderom i TSIDMZom
- Unity (2012.) s Waffenruheom

## Vanjske poveznice
- Službena web stranica
- Kanal na YouTubeu
- Profil na Bandcampu
- Profil na Last.fmu
- Profil na Myspaceu